# Palazzo Contesso
Il palazzo Contesso è uno storico edificio del secondo decennio del XX secolo, nella centrale piazza Verdi a La Spezia.
Il palazzo in origine era sorto come struttura alberghiera connessa alle attività turistico-balneari e stabilimento per cure elioterapiche. Tra il 1921 e il 1923 è stato adibito a complesso di abitazioni civili.

## Architettura

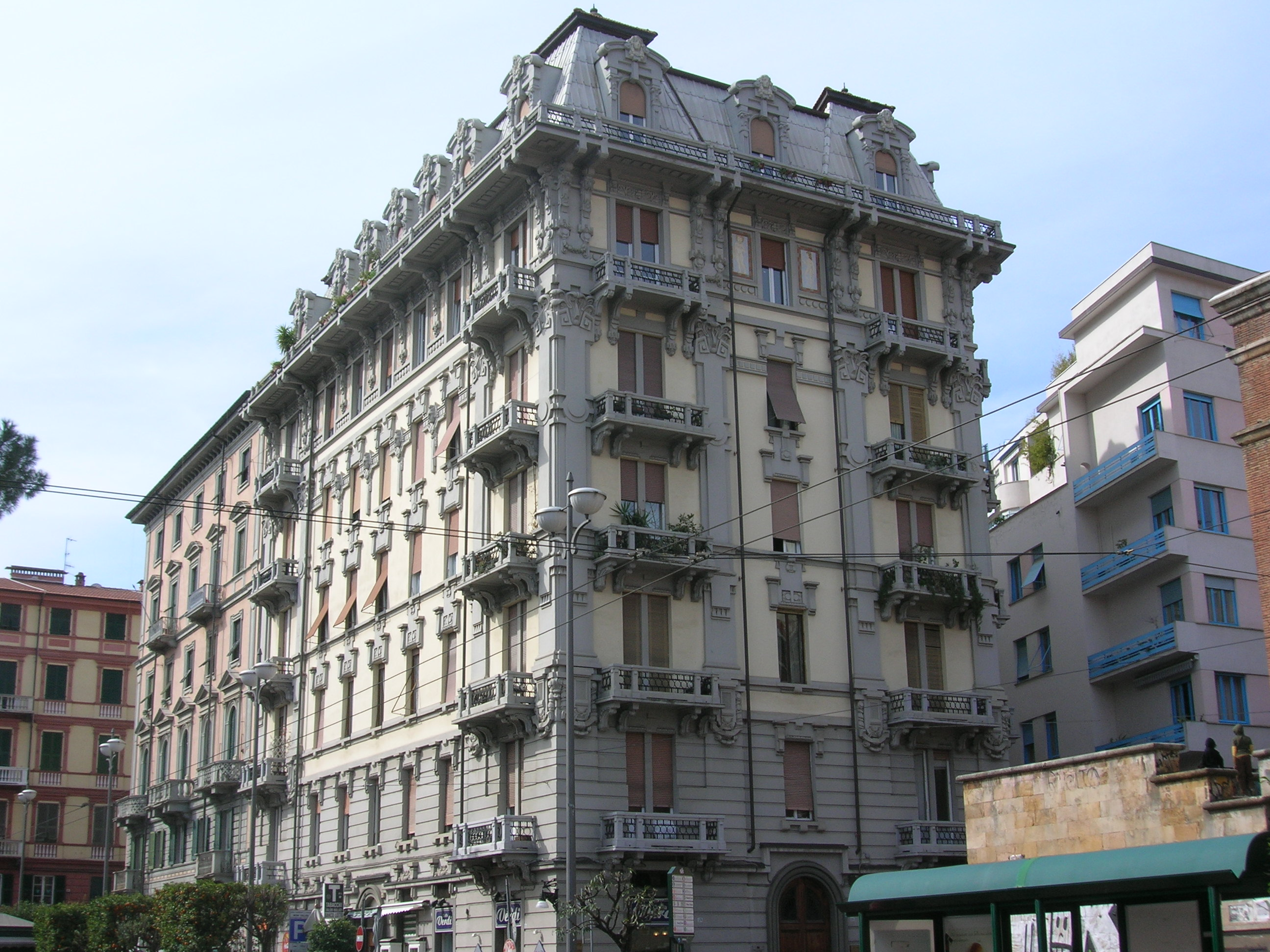
Palazzo Contesso, 1923
V.Bacigalupi

L'architetto, il genovese Vincenzo Bacigalupi autore di altri importanti edifici a La Spezia, in questo caso ha inteso condurre una ricerca di un particolare pregio per l’edificio, come si evince dalla qualità degli apparati scultorei e dai sobri accostamenti cromatici che lo caratterizzano. 
L’atrio d’ingresso è abbellito da singolari bassorilievi, le vetrate policrome sono ancora quelle originali.

Oltre al piano terra, l'imponente palazzo si articola su cinque piani mentre un ultimo piano a mansarda corre lungo tutto il perimetro della copertura.
Coppie di lesene decorate da sculture raccordano i balconi di ogni piano posti agli angoli delle facciate sulla piazza Verdi e sulla via D’Azeglio, mentre il cornicione è sostenuto da mensole fortemente aggettanti.

Il piano mansardato è decorato con teste muliebri poste a chiave della trabeazione di ogni finestra.

## La libellula
Sospeso all’angolo dell'edificio in piazza Verdi con la via D’Azeglio è un lampione sostenuto da un  curioso braccio in ferro battuto che rappresenta una libellula, elegante particolare liberty che ha dato origine a curiose storie cittadine.